# Zell am Harmersbach
Zell am Harmersbach – miasto w Niemczech, w kraju związkowym Badenia-Wirtembergia, w rejencji Fryburg, w regionie Südlicher Oberrhein, w powiecie Ortenau, siedziba wspólnoty administracyjnej Zell am Harmersbach. Leży w Schwarzwaldzie, nad rzeką Harmersbach, ok. 15 km na południowy wschód od Offenburga.

## Współpraca
Miejscowości partnerskie:
- Baume-les-Dames, Francja
- Frauenstein, Saksonia
- Tuggen, Szwajcaria (kontakty utrzymuje dzielnica Unterharmersbach)